# 벵골늘보로리스
벵골늘보로리스(Nycticebus bengalensis)는 로리스과의 늘보로리스의 일종이다. 천천히 움직이는 이 곡비원류 영장류는 앞으로 뾰족하게 나온 눈과 털 안에 거의 숨겨지는 작은 귀를 갖고 있다. 꼬리는 아주 짧아 뭉툭하다.
벵골늘보로리스는 일본의 한약재로 많이 사용되었고, 멸종 위기에 놓일 정도까지 거래된 적이 있었다. 영국과 같은 국가들은 현재, 법으로 늘보로리스 또는 이와 관련된 생산품의 무역 거래를 금지하고 있다.